# Maják Æðey
Maják Æðey (islandsky: Æðeyjarviti) stojí na ostrově Æðey u severního pobřeží Ísafjörður na Islandu.

## Historie
Maják byl postaven v roce 1944 podle návrhů islandského architekta Axela Sveinssona. Do provozu byl uveden až v roce 1949. Zdrojem světla byla plynová lampa až do roku 1988, kdy byl elektrifikován.

## Popis
Bílá válcová věž vysoká 12,8 metrů je zakončena ochozem s červenou lucernou. Stejné konstrukce je maják Skarð.

### Data
Maják je sektorový, vysílá světlo bílé, červené a zelené světlo.
- Výška věže 12,8 m
- Výška světelného zdroje: 26 m n. m.
- Charakteristika: Fl(2) WRG 22s

Označení:
- ARLHS ICE-001
- VIT-127
- Admiralty L4582
- NGA 18616